# 吴葆桢
吴葆桢（1929年—1992年3月3日），男，安徽歙县人，中国妇产科学家，曾任北京协和医院教授、博士生导师。

## 家庭
妻子杜近芳。妹妹吴瑾光。